# Kampfgeschwader 60
La Kampfgeschwader 60 (KG 60) (60e escadron de bombardiers) est une unité de bombardiers de la Luftwaffe pendant la Seconde Guerre mondiale. 

## Opérations
Le KG 60 a comporté qu'un seul Gruppe et a volé sur Junkers Ju 88A.

## Organisation

### I. Gruppe
Formé le 1er août 1942 à Tours à partir du Verbandsführerschule für Kampffliegerausbildung (formé en janvier 1942 à Foggia et complété à Tours en juillet 1942).
Dans un premier temps, seuls le Stab I., le 1. et 2./KG 60 sont formés et équipés sur des bombardiers Junkers Ju 88A-4 affecté au IX. Fliegerkorps et rattaché à la Luftflotte 3.
Le 13 octobre 1942, le 1. et 2./KG 60 font mouvement vers Banak au nord de la Norvège.
Le 8 novembre 1942, le 1. et 2./KG 60 sont transférés sur Elmas, pour renforcer le II. Fliegerkorps de la Luftflotte 2, pour lutter contre le débarquement allié en Afrique du nord française.
L'unité est dissoute le 8 février 1943, et les rescapés sont absorbés par le KG 30, tandis que le Stab est renommé Verbandsführerschule/KG 101.

Le 3./KG 60 devient le 14./KG 6.
Gruppenkommandeure (Commandant de groupe) :
| Début         | Fin           | Grade | Nom            |
| ------------- | ------------- | ----- | -------------- |
| 1er août 1942 | Octobre 1942  | Major | Dietrich Peltz |
| Octobre 1942  | Novembre 1942 | Major | Brand          |
| ?             | ?             | ?     | ?              |